# Dirillo
Dirillo je řeka na jihovýchodě Sicílie. Její horní tok prochází provincií Catanie a poté pokračuje provincií Ragusa. Dirillo pramení na svazích hory Monte Lauro (986 m n. m.) v pohoří Iblei nedaleko Vizzini. Některé prameny uvádějí, že pojmenování Dirillo přísluší až řece, která vzniká po soutoku říček Vizzini a Amerillo. Následně protéká územím obcí a měst Ragoleto, Licodia Eubea, Mazzarone, Acate, Vittoria a Gela. Po 54 kilometrech toku se řeka vlévá východně od města Gela do Sicilského průlivu ve Středozemním moři.

## Historie

### Antické období
V období antiky se řeka Dirillo jmenovala Achates. Původní jméno této řeky je dáváno do souvislosti s pojmenováním minerálu achátu, který zde byl nacházen. Odkazuje se přitom na zmínky v díle Peri lithón (O kamenech) řeckého filosofa a vědce Theofrasta (Theophrastos). Stejným způsobem zmiňuje nálezy uvedeného minerálu a chalcedonu v povodí sicilské řeky Achates Plinius Starší (Gaius Plinius Secundus) ve své encyklopedii Historia naturalis.

### Středověk
K přejmenování na Dirillo patrně došlo ve středověku, v době okupace Sicílie Araby, kteří údolí řeky Achates nazývali Vádí Ikrilu. V určitém období bylo pro řeku Dirillo také používáno označení Velká řeka (Fiume Grande), a to především obyvateli z oblasti Licodia Eubea. V minulosti bývala řeka Dirillo v některých úsecích splavná.

### 20. století
V roce 1950 byla na horním toku řeky vybudována přehrada, nazývaná Lago Dirillo (Jezero Dirillo). Někdy se pro tuto přehradní nádrž používá také pojmenování Lago Ragoleto (Jezero Ragoleto). Účelem vybudování přehrady bylo vytvořit zásobárnu vody pro potřeby velkého petrochemického závodu a rafinérii v Gele.